# Vápenná
Vápenná (avant 1949 : Zighartice ; en allemand : Setzdorf) est une commune du district de Jeseník, dans la région d'Olomouc, en République tchèque. Sa population s'élevait à 1 181 habitants en 2025.

## Géographie
Vápenná se trouve à 10 km au nord-ouest de Jeseník, à 78 km au nord d'Olomouc et à 192 km à l'est-nord-est de Prague.
La commune est limitée par Žulová et Černá Voda au nord, par Stará Červená Voda et Česká Ves à l'est, par Lipová-lázně au sud, et par Skorošice à l'ouest.

## Histoire
La première mention écrite de la localité date de 1358.

## Administration
La commune se compose de deux sections :
- Polka
- Vápenná

## Transports
Par la route, Vápenná se trouve à 13 km de Jeseník, à 51 km de Šumperk, à 99 km d'Olomouc et à 237 km de Prague.